# AIM-152 AAAM

Concept by Hughes/Raytheon/McDonnell Douglas at the top, GD/Westinghouse at the bottom

AIM-152 AAAM是美國研製的遠程空對空飛彈，作為繼承AIM-54鳳凰長程空對空導彈的作用。該計劃經歷了漫長的發展階段，但由於冷戰的結束以及人們對其主要目標蘇聯超音速轟炸機的威脅減少，美國海軍從未採用。1992年開發被取消。
但在2010年代各國都做出匹敵或凌駕鳳凰導彈射程的新世代空對空導彈，在2017年美國重宣佈類似的計劃AIM-260聯合先進戰術飛彈作為未來長程空對空導彈的主力，並先推出技術較簡易但昂貴的並非專門研制的，AIM-174B槍手空對空飛彈即RIM-174標準導彈(防空導彈的空射型)作為保持美國這方面領先的手段。

## 外部連結
- AIM-152 AAAM - Designation Systems（页面存档备份，存于）